# 黃笏南
黃笏南（英語：Wong Fut Nam，字彩藻，1887年2月14日－1979年8月18日）是企業家，台山人，祖籍台山三合鎮。

## 生平
黃笏南在廣州讀中學。他曾在家鄉台山三合康和小学教書，後來乘船到溫哥華島域多利城闖蕩，在當地華僑公學任教8年，教授華僑子弟。之後转任温哥华民强（华侨）学校校长。曾任域埠余庆总堂书记。（域埠余庆堂是台山人在域多利建立的第一个同鄉會，是台山人踏足加拿大30年后才建立的，成立于1889年，原名“红毛属宁阳余庆堂”，1931年改称台山宁阳总会馆。）
1930年代，黃笏南自溫哥華返台山，建設旅館及開辦學校。及後輾轉赴香港經商，透過投資金銀貿易及保險業務逐漸致富。其孫黃英豪憶述：「阿爺初初來港，先找鄉里做小作坊，生產手巾仔、睡衣等，再繼而做地產及金融業。」1930年代，他和朋友於香港創辦漆油工業，其後又開設製衣廠。
黃笏南還經營地產，創辦愛群置業，1930年代在中環德輔道中，興建愛群行。1937年在廣州建成愛羣大酒店，樓高十五層，是「廣州第一高樓」（1937至1967年），有美加進口的暖氣、浴室設備和奧的斯牌（OTIS）電梯。其女黃瑞瑤憶述：「四八年，大家姐瑞屏結婚都在愛群大廈擺酒，一班小孩在電梯內上上落落，激死……人。後來阿爸將愛群好平賣冲出去，被人話佢咁好嘅生 意都唔做落去。後來共產黨沒收該幢大廈，該個業主只係收得幾十蚊！」
據黃瑞瑤回憶，五、六十年代乃黃笏南商業上最風光的時期，全港約有十幾廿間當鋪。黃英豪說：「當時香港並不流行財務公司，一般市民等錢用，就唯有去當鋪。當時香港有幾個家族都係行內對手，包括裕泰興的羅肇唐及高可寧家族，大家至今都係世交。」
1971年秋季，已達耄老的黃老先生慷慨捐出50萬港元予東華三院，在東華三院董事局首肯下取得「東華三院第一中學」的命名權，易名為「東華三院黃笏南中學」以作紀念。1979年8月18日黃老先生壽終正寢，享年九十有二，8月22日於香港殯儀館出殯，下葬柴灣佛教墳場。
黃英豪說：「爺爺為人好節儉，漿糊都要屋企工人煮，喺地下見到有條橡筋都會執起。佢做生意要求有好強嘅現金流，有一蚊會放五毫係屋企，另外五毫用來做生意，無gearing（槓桿比率）㗎。」

## 家族
黃笏南有兩個老婆。元配李秋貴是鄉間髮妻，生育二子三女，其中兩子一女，在黃笏南1979年去世時已不在人世。庶妻許麗娟，其父爛賭欠債，將18歲的她嫁給黃笏南，二人年齡相差25年。許麗娟為黃家生下二子二女，包括乾亨（律師，利民實業創辦人、東華三院董事局1971年主席）、乾利（利民實業前總經理）、瑞霞及瑞瑤（Diana Shui-Iu Wong，畫家，居於洛杉磯Santa Monica）。
黃乾亨有女黃英琦（親共政客），子黃英豪（親共政客）、黃英傑。黃乾利有子黃文顯。
媒體估算黃家家族基金在1991年共有1至2億美元資產（約8至16億港元）。

## 註
1. ↑  有傳黃笏南是「駱駝漆」創辦人之一[5][6]，但無該年代的資料加以證實；國民漆廠的官方資料只提及甄秉鈞、黃仰賢及另外5名鄉里[7]，而在黃笏南逝世的報導就提及他「1930年來港，創辦漆油工業」，但未有提及該漆油廠是否駱駝漆所屬的國民漆廠。[1]